# Kinoteatr Związkowiec w Krakowie
Kinoteatr Związkowiec – nieistniejące już przyzakładowe kino i sala widowiskowa Zakładów Budowy Maszyn i Aparatury im. Ludwika Zieleniewskiego w Krakowie, działające od pierwszej połowy lat 50 XXw. przy ul. Grzegórzeckiej 71 w Krakowie.

## Historia
Budynek został wzniesiony w 1938 roku jako Dom Socjalny Zakładów Zieleniewskiego. W latach 1948-1952 na zlecenie Rady Zakładowej Zakładów Fabryki Maszyn, Kotłów i Wagonów Zieleniewskich, został rozbudowany i zmodernizowany wg projektu architekta Zbigniewa Solawy.
Budynek miał być miejscem dla potrzeb związanych z organizacją pracy pracowników fabryki i spotkań okolicznościowych. Posiadał salę widowiskową i salę kinową. Od 2015 roku jest siedzibą Teatru Variété.

## Architektura
Budynek jest przykładem architektury przedwojennego modernizmu, ma formę prostej bryły z wyraźnie zaakcentowanym uskokiem elewacji. Obiekt jest wpisany do Rejestru Zabytków.

## Wydarzenia
W Kinoteatrze Związkowiec w pierwszej połowie lat pięćdziesiątych występował krakowski Teatr Satyryków, który tworzyli m.in. Krystyna Marynowska-Sianożęcka, Antoni Rycharski i Marian Załucki.

8 grudnia 1986 roku i ponownie w 1994 roku na sali widowiskowej kinoteatru odbyły się koncerty Maanam.